# Māldah
Māldah är ett distrikt i Indien.   Det ligger i delstaten Västbengalen, i den östra delen av landet, 1 100 km öster om huvudstaden New Delhi. Antalet invånare är 3 988 845.
Följande samhällen finns i Māldah:
- Ingrāj Bāzār